# Arte nabateia
A arte nabateia é a arte dos nabateus do Norte da Arábia, um antigo povo arameu cuja época de maior esplendor se estendeu desde o século IV a.C. até ao século I d.C. Os nabateus eram conhecidos pelas suas cerâmicas pintadas em cerâmica fina, que acabaram dispersas entre o mundo greco-romano, bem como pelas contribuições na escultura e na arquitectura nabateia. A arte nabateia é amplamente conhecida nos sítios arqueológicos de Petra, especificamente nos monumentos de Al Khazneh e de Deir.

## Artes plásticas

### Cerâmica

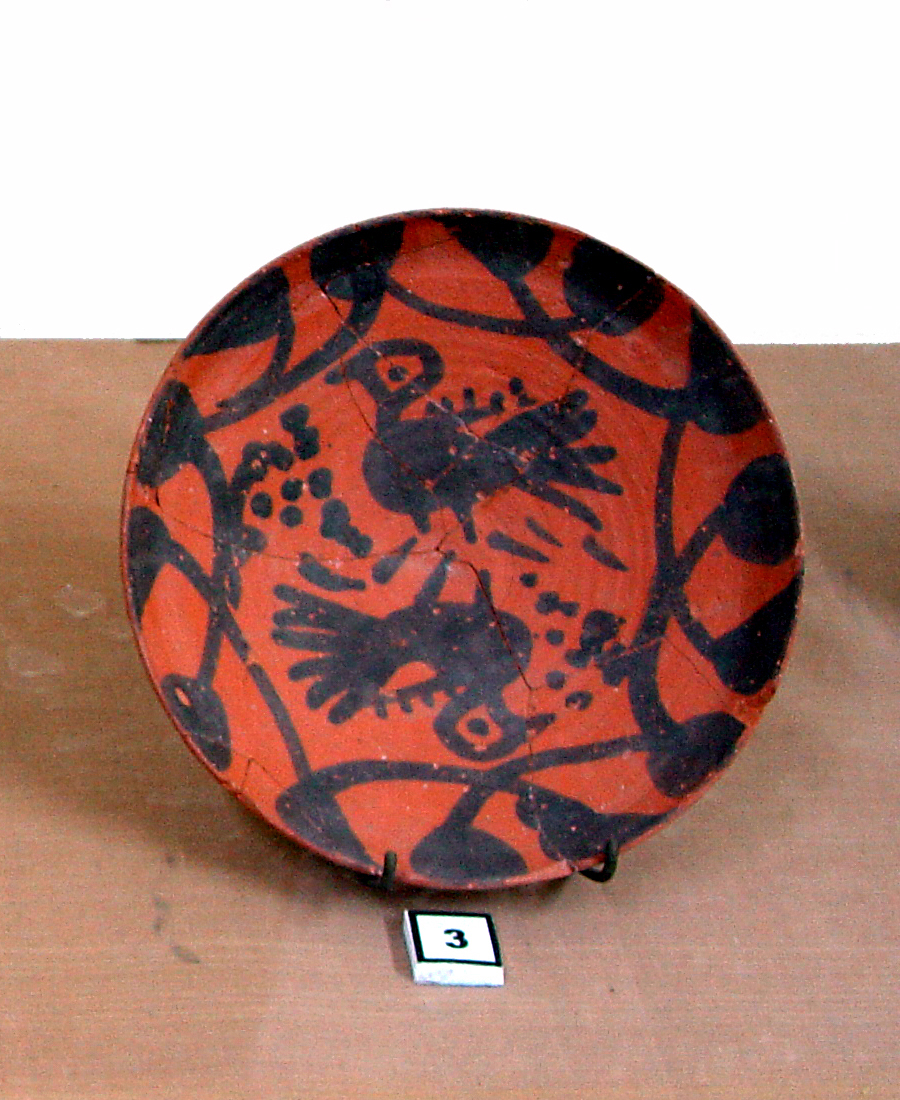
Exemplo de cerâmica dos nabateus, no

A cerâmica dos nabateus caracteriza-se por contornos finos e motivos florais. O uso exclusivo dos padrões florais e animais, como pássaros, se vincula com o aniconismo nabateu em suas práticas religiosas. Os desenhos nas mercadorias geralmente pintavam-se e decoravam-se com pigmento negro ou escuro ou pressionavam-se na superfície com selos e rodas. Para terminar as peças, os artesãos usavam a técnica de polir ou usavam um processo de sinterização. A maioria das cerâmicas possuem uma cor rosada, da mesma maneira que os alcantilados que rodeiam a cidade. Isto se deve a que os ceramistas nabateus usavam copos de argila local no seu trabalho. As cerâmicas dos nabateus variavam em muitas formas, e podem-se classificar por sua espessura, forma de borda, bases e decoração. Em alguns casos, as formas dos copos imitam a forma das louças de metal da região. Estes copos teriam sido para uso diário, não cerimonial, apesar da grande quantidade anormal de fragmentos rompidos encontrados em montões de escombros.

## Arquitectura

### Túmulos

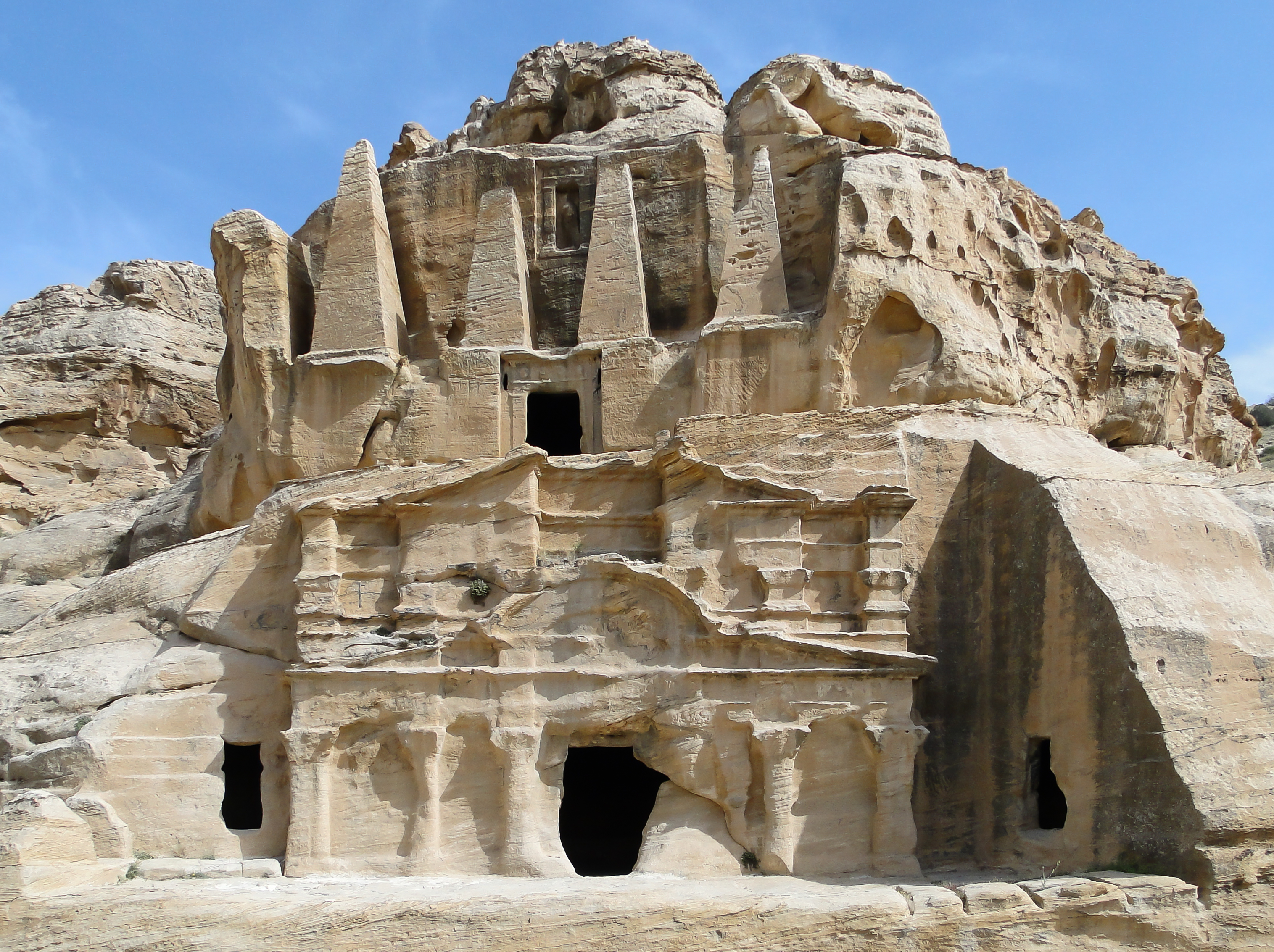
A Tumba do Obelisco, em Petra

Os túmulos dos nabateus são principalmente túmulos talhados directamente desde a pedra. Criavam-se a partir do recorte directo da paisagem, tradicionalmente de rocha. Os túmulos escavados na rocha são os que se encontram com maior frequência nos lugares arqueológicos escavados em Nabateia. Encontraram-se para perto de 900 túmulos talhados em rocha em Petra e Hegra. Os túmulos  nabateus são uma fusão de estilos helenísticos e romanos, avançando a uma gradual criação do estilo nabateu. Alguns possuem características de influência grega clara, como frontões, métopas e tríglifos, e capitéis. Foram construídos para honrar os deuses e líderes, bem como as gerações de uma família específica. Os túmulos encontram-se normalmente dentro do centro urbano, e não como forma de necrópole. Estes túmulos são de estilo simples mas elaborados em função, com frequência com degraus, plataformas, buracos, cisternas, canais de água e, às vezes, salas de banquetes. Muitas contam com numerosos ícones religiosos, inscrições e santuários encontrados em associação com mananciais, bacias e canais.

## Pintura

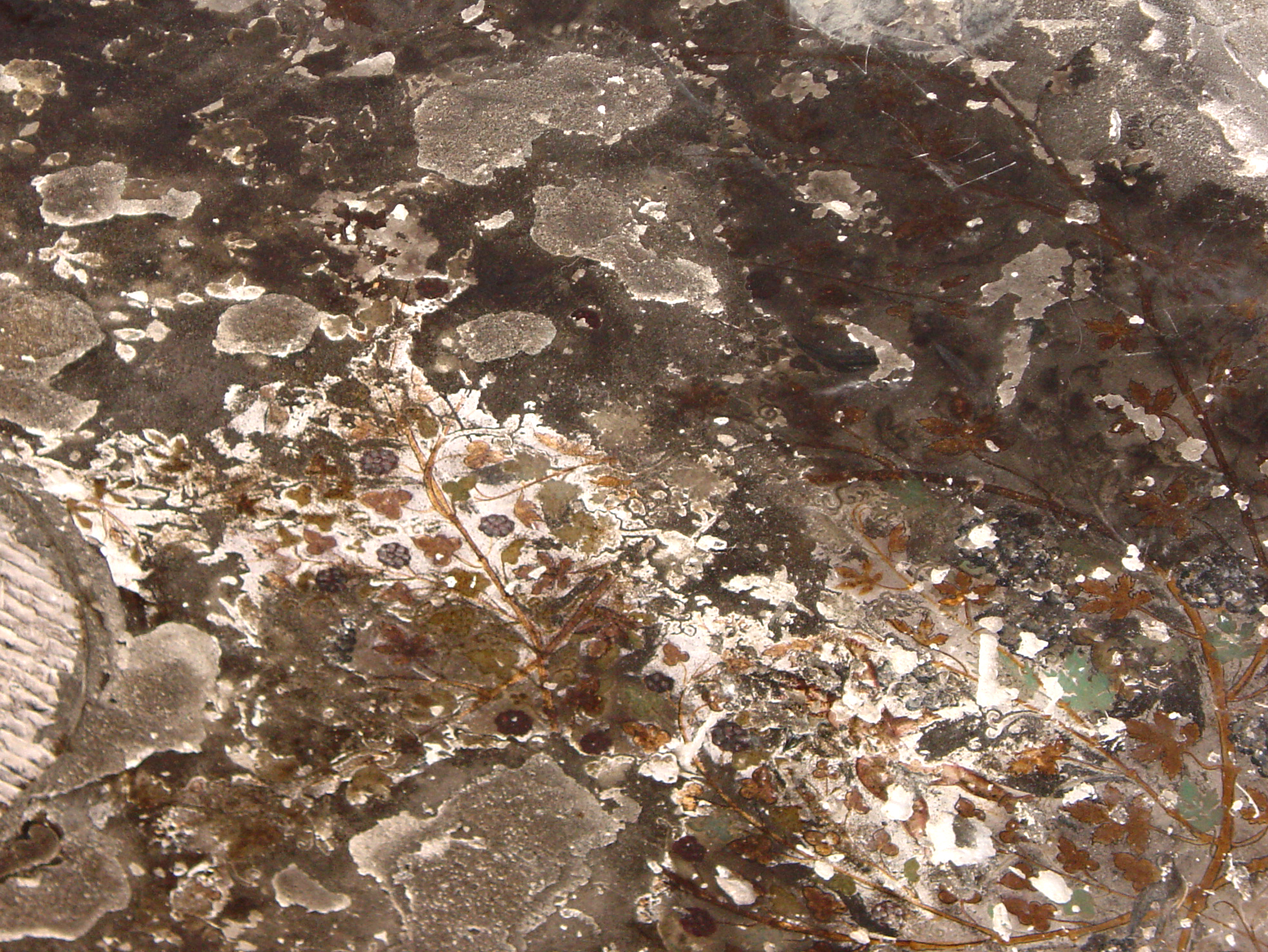
Os frescos do tecto na Casa Pintada de Pequena Petra, em estilo helenístico alexandrino

Muito poucos exemplos de pintura dos nabateus têm sobrevivido até a actualidade. A maioria são fragmentos de pintura interior puramente decorativa. No entanto, encontraram-se suficientes para demonstrar que seguem o estilo helenístico contemporâneo, do qual também ficam poucas pinturas.
Em 2010 descobriu-se o agora conhecido coloquialmente como a Casa Pintada, em Pequena Petra, na Jordânia, a qual tinha extensos frescos no tecto, que durante muito tempo tinham estado ocultos sob a cinza das fogueiras beduínas e outras inscrições de séculos posteriores. Um projecto de restauração de três anos os destapou. Estes frescos representam, detalhadamente e com uma variedade de meios, incluindo esmaltes e folhas de ouro, imagens como vides e figuras putto com o deus grego Dioniso, o que sugere que o espaço pôde ter sido utilizado para o consumo de vinho, talvez com os comerciantes visitantes. Além de ser o único exemplo conhecido da pintura figurativa interior de Nabatea in situ, são um dos poucos exemplos de pintura helenística existentes, e têm sido considerados superiores às posteriores imitações romanas do estilo em Herculano.